# Kartitsch
Kartitsch är en ort och kommun i distriktet Lienz i förbundslandet Tyrolen i Österrike. Kommunen gränsar i söder mot Italien.
Kommunen består av två orter (Ortschaften) (inom parentes invånarantal 1 januari 2024):
- Hollbruck (44)
- Kartitsch (717)